# Pays-Bas au Concours Eurovision de la chanson 2024
Les Pays-Bas sont l'un des trente-sept pays participants du Concours Eurovision de la chanson 2024, qui se déroule à Malmö en Suède. Le pays est représenté par le chanteur Joost Klein avec la chanson Europapa, sélectionnés en interne par le diffuseur AVROTROS. Après s'être qualifié lors de la deuxième demi-finale, le candidat néerlandais est disqualifié par l'organisateur le jour de la finale.

## Sélection
La période de dépôt des candidatures pour les artistes était ouverte du 14 juillet au 30 septembre 2023. Un comité de sélection détermine les représentants du pays parmi les près de 600 candidatures reçues. Il est composé de :
- Twan van de Nieuwenhuijzen, chef de la délégation des Pays-Bas pour l'Eurovision ;
- Carolien Borgers, chanteuse & DJ radio ;
- Cornald Maas, commentateur de l’Eurovision pour les Pays-Bas ;
- Hila Noorzai, DJ radio ;
- Jaap Reesema, chanteur et compositeur ;
- Jacqueline Govaert, chanteuse, compositrice et pianiste ;
- Sander Lantinga, DJ radio.

Le 11 décembre 2023, le diffuseur annonce que le pays sera représenté par Joost Klein. Sa chanson, intitulée Europapa, sort le 29 février 2024.

## À l'Eurovision
Klein a participé à la deuxième demi-finale de l'Eurovision le jeudi 9 mai, où il s'est qualifié pour la finale. Le lendemain, sa répétition de l'après-midi a été annulée à la dernière minute. AVROTROS a annoncé que Klein, après avoir à plusieurs reprises demandé à ne pas être filmé, aurait fait un mouvement menaçant envers une cadreuse jeudi soir. La cadreuse a déposé une plainte. Comme l'enquête menée par l'organisation et la police locale est toujours en cours, Klein n'a pas pu se produire devant le jury professionnel vendredi soir. À la place, des images vidéo de sa prestation en demi-finale ont été diffusées. Le samedi 11 mai, l'UER a annoncé que Klein, bien que l'enquête ne soit pas encore terminée, avait été disqualifié de la compétition. C'était la première fois qu'un pays était disqualifié pendant l'événement,,.